# Изобильное (Днепропетровская область)
Изобильное (укр. Ізобільне) — посёлок, Менжинский сельский совет, Никопольский район, Днепропетровская область, Украинская ССР.
Население по данным 1987 года составляло 60 человек.
Посёлок ликвидирован в 1989 году .
Находился в балке Перевиск на расстоянии в 2,5 км от села Катериновка. Сейчас на месте посёлка расположен Северный карьер Орджоникидзевского ГОКа.